# Kevin Lisch

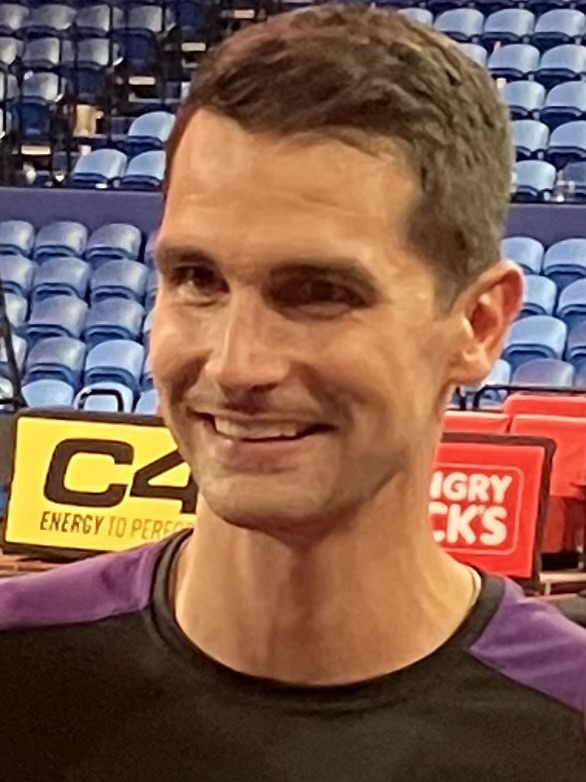
Kevin John Lisch

Kevin John Lisch (Belleville (Illinois), 16 de maio de 1986) é um basquetebolista australiano que atualmente joga pelo Sydney Kings disputando a National Basketball League (NBL). O atleta possui 1,88m, pesa 88kg e atua na posição armador.